# Bastardilla

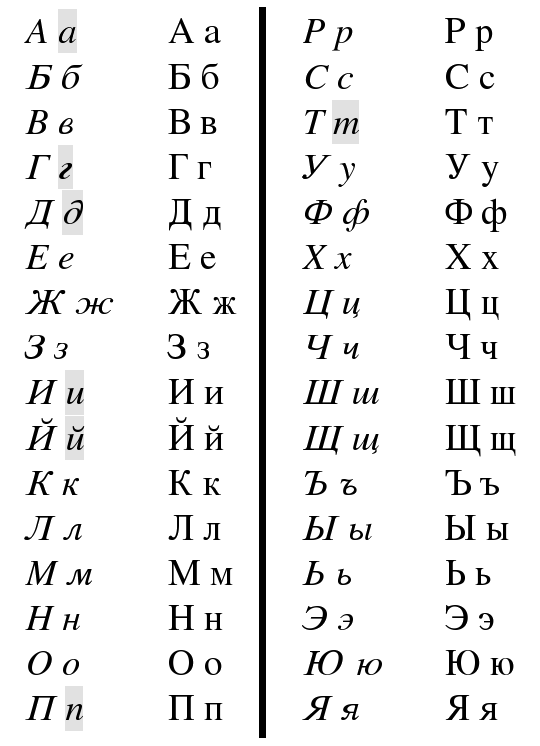
Ejemplo de bastardilla, usando el alfabeto cirílico.

La bastardilla es un estilo de tipografía en el que todos los caracteres están inclinados. El término bastardilla se utiliza más en el ámbito de la tipografía, ya que no es usual en el habla popular ni en la académica; en su lugar, se emplean los términos cursiva o itálica.
Existen tres tipos de letra cursiva: oblicua, la letra romana (también llamada normal, redonda o blanca) inclinada, sin rediseño; itálica, más caligráfica y con el ductus (trazo de la pluma) interrumpido; y manuscrita (o cursiva propiamente dicha), extensión del estilo de escritura cursiva, aún más caligráfico que la itálica debido a su ductus continuo. Así, la bastardilla se puede denominar bastarda de imprenta, itálica, cursiva de imprenta o grifa.

## Historia
La bastardilla de imprenta fue desarrollada por el veneciano Francesco Griffo por encargo de Aldo Manuzio hacia 1500 o 1501. Este editor e impresor decidió fabricar los libros en formatos más pequeños que las ediciones en libros en folio. Usó la bastardilla para la poesía, que ahorraba espacio sin perder legibilidad y evocaba la escritura manuscrita. Griffo se inspiró en la letra bastarda escritura romana inclinada de los notarios florentinos humanistas del entorno de Niccolò Niccoli.
A lo largo del siglo XVI la letra cursiva se utilizó cada vez con menos frecuencia en favor de la letra redonda, más bien como complemento de esta; por ejemplo, para notas marginales o para conseguir efectos decorativos, principalmente en las portadas.
A partir de 1600 los abridores de punzones acompañaron siempre sus tipos de letra redonda con su correspondiente cursiva.
La letra bastarda es la letra manuscrita escrita en el periodo Barroco, por oposición a la letra del periodo inmediatamente anterior, y que toma las formas del último gran calígrafo y tratadista italiano del XVI, Giovanni Francesco Cresci. A pesar del sentido negativo del término (una letra bastardeada sería la que sigue defectuosamente su modelo) se apreció de este estilo su economía de espacio y de tiempo en la escritura. Cultivaron el estilo grandes tratadistas como Pedro Díaz Morante, Juan Claudio Aznar de Polanco y Francisco Javier de Santiago Palomares. El polígrafo Torcuato Torío acabó con la polémica de las muestras y las normas y llevó la escritura y enseñanza de la bastarda española a su máximo nivel, justo antes de que se impusiera la letra pseudo Inglesa en las escritura corriente y comercial, y la letra española desapareciera definitivamente.

## ¿Bastardilla o cursiva?
En su Diccionario de la lengua española y su Diccionario panhispánico de dudas, la Real Academia Española prefiere el término cursiva a bastardilla. A pesar de que en el Diccionario de la lengua española el artículo «Cursiva» redirige a «Bastardilla», cuando tiene que referirse a esta en cualquier otro artículo la menciona como cursiva. Véanse estos ejemplos, tomados de ambos diccionarios de la Real Academia Española:

- Al final de las acepciones correspondientes a los elementos químicos, a las unidades de medida y a ciertos compuestos, aparece, entre paréntesis y en letra cursiva, su correspondiente símbolo o fórmula.
- [El lema] encabeza el artículo y aparece representado en letra negrita, ya sea redonda (p. ej., bizcocho) o cursiva (boutique). Este segundo tipo de representación se reserva, como antes veíamos (§ 2.5), para los extranjerismos no adaptados en su pronunciación u ortografía a las reglas generales del español.
- Se registran en su forma original, con letra redonda negrita, si su escritura o pronunciación se ajustan mínimamente a los usos del español, como es el caso de club, réflex o airbag ―pronunciados, generalmente, como se escriben―; figuran en letra cursiva, por el contrario, cuando su representación gráfica o su pronunciación son ajenas a las convenciones de nuestra lengua, como es el caso de rock, pizza o blues ―pronunciado generalmente este último como [blus]―.
- Situados después del enunciado definitorio o de la nota de uso, e impresos en letra cursiva, los ejemplos de uso del lema procuran ilustrar el sentido preciso de la acepción en que se encuentran.
- Dentro del texto de estos ejemplos se recoge, frecuentemente, información sobre construcción del lema. Para destacar tal información, referida con preferencia al régimen preposicional de los verbos, pero también aplicada a otras posibilidades de uso obligado de ciertos segmentos, se emplea la letra CURSIVA VERSALITA.

Diccionario de la lengua española

- En textos impresos en letra redonda es más frecuente y recomendable reproducir los extranjerismos crudos en letra cursiva que escribirlos entrecomillados.
- En cursiva si el texto normal va en redonda, o en redonda si el texto normal va en cursiva.
- Se usan las comillas para citar el título de un artículo, un poema, un capítulo de un libro, un reportaje o, en general, cualquier parte dependiente dentro de una publicación; los títulos de los libros, por el contrario, se escriben en cursiva cuando aparecen en textos impresos en letra redonda (o viceversa, en redonda si el texto normal va en cursiva):
  - Ha publicado un interesante artículo titulado «El léxico de hoy» en el libro El lenguaje en los medios de comunicación, libro en el que han participado varios autores.

- Se escriben en cursiva las siglas que corresponden a una denominación que debe aparecer en este tipo de letra cuando se escribe completa; esto ocurre, por ejemplo, con las siglas de títulos de obras o de publicaciones periódicas:
  - DHLE, sigla de Diccionario histórico de la lengua española; RFE, sigla de Revista de Filología Española.

- Como sublema, en negrita cursiva, aparece la forma o formas de la locución comentada.
- Las citas aparecen siempre en letra cursiva y entrecomilladas, a diferencia de los ejemplos, que se escriben también en cursiva, pero sin comillas.
- Tras la mención del autor sigue ―en cursiva― la del título de la obra.
- Nombre abreviado de la publicación ―en cursiva―, seguido del país de edición.
- En el cuadro siguiente se muestra la correspondencia entre grafías (en cursiva) y realizaciones fonéticas básicas (en redonda y entre barras, para su mejor identificación).
- Los extranjerismos que conservan su grafía original y no han sido adaptados ―razón por la cual se deben escribir en cursiva (en los textos impresos) o entre comillas (en la escritura manual)―, así como los nombres propios originarios de otras lenguas (que se escriben en redonda), no deben llevar ningún acento que no tengan en su idioma de procedencia, es decir, no se someten a las reglas de acentuación del español: disc-jockey, catering, gourmet, Wellington, Mompou, Düsseldorf.
- A menudo el nombre usado como alias se escribe con resalte tipográfico, en cursiva o entre comillas.
- En los símbolos que pertenecen a un ámbito determinado del saber, se indica este mediante abreviatura en cursiva y entre paréntesis.
- Las abreviaturas cuyo uso actual es poco frecuente llevan, en cursiva y entre paréntesis, la marca p. us. (= poco usada).
- 22.ª edición. Número de extranjerismos en cursiva.
- El lema de estos artículos aparece en redonda negrita, salvo que se trate de extranjerismos crudos, cuyo lema está escrito en cursiva negrita.

Diccionario panhispánico de dudas

## Uso de la cursiva
Se escriben en cursiva:

### Títulos de libros
Los títulos de libros (cómics, ensayo, narrativa, poesía, teatro, ya sean publicados o inéditos, periódicos, semanarios, revistas, enciclopedias, fascículos, etc.)
- Fahrenheit 451 es una novela distópica.
- Sus problemas empezaron con la publicación del Diccionario panhispánico de dudas de la Real Academia Española.
- Lograron reflotar la revista Caras y Caretas.
- En la revista El Descamisado sacaron una nota sobre la Revista de Neurología.

[Nótese que cuando el término revista no forma parte del título, debe ir con minúsculas y en redonda].

### Títulos de publicaciones
Las siglas correspondientes a los títulos de las publicaciones:
- Sus problemas empezaron con el DPD de la RAE.

Se exceptúan los textos considerados sagrados en Occidente (o sea, la Biblia, con su Antiguo Testamento y Nuevo Testamento ―que además llevan la palabra Testamento con una mayúscula de respeto―, y el Corán).

Los sustantivos y adjetivos que forman parte del título de los libros sagrados, así como sus denominaciones antonomásticas, se escriben con mayúscula inicial, pero no el artículo que los antecede, que se escribe con minúscula [...]. Esta norma se aplica también al título de cada uno de los libros que los componen [...]. Hay que saber, además, que los títulos de libros sagrados se escriben en letra redonda, y no en cursiva.
Ortografía de la lengua española (2010)

- La Biblia es el libro más vendido y menos leído del mundo.
- Creía que el Nuevo Testamento había sido escrito originalmente en inglés.

Es muy común ―aunque es incorrecto― encontrar Biblia en redonda («la Biblia»), pero sus libros ―el Génesis, el Éxodo, el Levítico, el Cantar de los Cantares, etc.― en letra cursiva.
Al resto de libros sagrados se los trata ―desde el punto de vista ortotipográfico― como libros:
- El Bhágavad-guitá fue escrito posiblemente entre el siglo III y el siglo II a. C.
- Es más común ver a las Upanishades en masculino y con plural en inglés: los Upanishads.
- Quieren echarle toda la responsabilidad al Popol vuh.
- Nunca entendió que la misteriosa Torá judía era su conocido Antiguo Testamento.

Si el título de la publicación forma parte de otro título, debe ir entre comillas:
- Nos lavaba el cerebro con su librito Para leer al «Pato Donald», de Dorfmann y Mattelart.

#### Lengua extranjera
En el caso de las publicaciones en lengua extranjera, el artículo inicial (el, la) debe ir en cursiva si se conserva la grafía original, y en redonda cuando se traduzca:
- Amanecía con The Washington Post y un café.
- Ya nadie cree en el Washington Post.

Es incorrecto mantener ambos artículos:
- ¿Quién le teme al The New York Times?
- ¿Quién le teme al New York Times?
- ¿Quién le teme a The New York Times?

### Manifestaciones artísticas
Los títulos de toda clase de manifestaciones artísticas (escultura, música, pintura, etc.):
- El tercer movimiento de la sinfonía Pastoral le parecía bastante kitsch.
- Interpretaron los Cinco lieder de «El séptimo anillo» y la Orquestación del ricercare de la «Ofrenda musical» de Johann Sebastian Bach, ambas de Anton Webern.

[El nombre de una obra de arte dentro de otra debe ir entre comillas].
- Odio a la gente que ama El perro de Mozart, de Leo Maslíah.

Los instrumentos pueden formar parte del título de la obra; compárense estos ejemplos:
- Entflieht auf leichten Kähnen, para coro mixto a capela.
- Entflieht auf leichten Kähnen, para coro mixto a cappella.
- Entflieht auf leichten Kähnen para coro mixto a cappella.
- Entflieht auf leichten Kähnen für Gemischter Chor a Cappella.
- Huye en embarcaciones ligeras, para coro mixto a cappella.

[Aquí se separa entre la traducción del nombre del poema y la lista de instrumentos].
- Seis lieder para voz, clarinete, clarinete bajo, violín y chelo.
- Seis lieder, para voz, clarinete, clarinete bajo, violín y chelo.

Se pueden dejar en redonda ―aunque no se recomienda debido a que genera una excepción indeseable― algunas obras de arte clásicas o las obras musicales cuyo título sea meramente descriptivo (a menos que formen parte de una lista, en cuyo caso deben ir en cursivas, para unificar):
- Les Luthiers demostraron su calidad interpretativa en el Quinteto para vientos, también llamado El ventilador, de Johann Sebastian Mastropiero.
- Les Luthiers demostraron su calidad interpretativa en el Quinteto para vientos (también llamado El ventilador), de Johann Sebastian Mastropiero.
- Según Marinetti, un automóvil de carreras es más hermoso que la Victoria de Samotracia.
- Le gustaba la Sonata para cromorno hasta que se enteró de que esa tal sonata no existía.

### Películas y programas
Los títulos de películas y los programas de radio y televisión:
- La insultó en Almorzando con Mirtha Legrand.
- Si te portas bien, te compraré la película Titanic.

### Nombres científicos
Los nombres científicos de género y especie deben escribirse en cursiva (además, la primera palabra del nombre latino, o sea el género, de las especies vegetales y animales lleva mayúscula inicial):
- Pimpinella anisum.
- Panthera leo.
- Ramphastidae.